# Karel Lodewijk Ledeganck

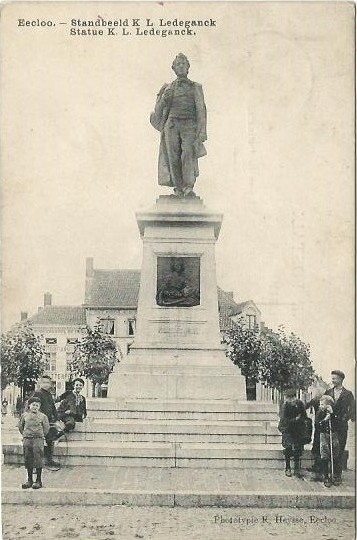
standbeeld van Ledeganck in Eeklo

Karel Lodewijk Ledeganck (geboren Charles Louis Ledeganck, Eeklo, 9 november 1805 - Gent, 19 maart 1847) was een Belgisch dichter.

## Levensloop
Hoewel van eenvoudige arbeidersafkomst wist hij zich op te werken, voornamelijk door zelfstudie. Begonnen als arbeider in een linnenweverij werd hij hulpklerk op het Gentse stadhuis. Nu had hij wat meer vrije tijd en studeerde aan de Gentse hogeschool, waar hij in 1835 het diploma in de rechten behaalde. Zo werd hij benoemd tot vrederechter en later, in het jonge België, tot inspecteur onderwijs. Hij was ook lid van de "provinciale raad" en bereikte het hooglerarenambt in 1845 aan de toen nog Franstalige Universiteit Gent.
Zijn literaire doorbraak maakte hij in 1838 met de bundel Bloemen mijner lente. Zijn eerste werk stond onder de invloed van de Engelse en Franse romantiek, meer bepaald van Byron en Lamartine. Zijn latere gedichten waren eerder pessimistisch.

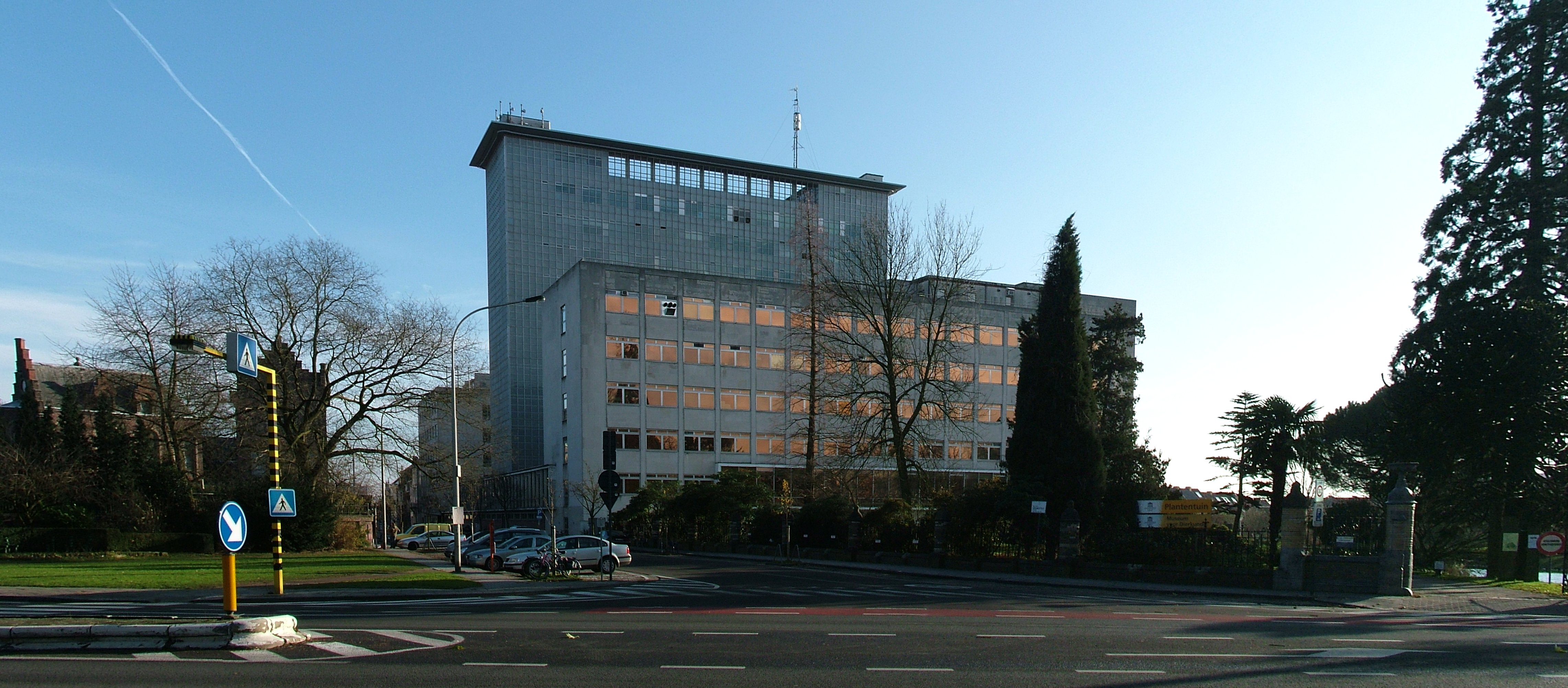
Gezicht op de Ledeganckstraat in Gent met de gelijknamige campus van de Universiteit Gent.

In De drie zustersteden van 1846 zingt hij de lof van Gent, Brugge en Antwerpen. Het werk kreeg een grote weerklank, al was zijn leespubliek (de geletterde Vlaming) in die tijd eerder beperkt in omvang; het werk kreeg het epitheton het dichterlijk evangelie van de Vlaamse Beweging, want het bezingt volk en land. Daarmee schreef Ledeganck zich in bij de galerij der voorvechters van de taalstrijd van het eerste uur. De romantische taal komt in de eenentwintigste eeuw enigszins gezwollen en pathetisch over, maar was kenmerkend voor die periode.
Daarnaast maakte Ledeganck zich verdienstelijk door het vertalen van Belgische (toen nog eentalig Franse) wetteksten naar het Nederlands. Hij werd begraven op de begraafplaats Campo Santo te Sint-Amandsberg (Gent). Anna De Weert, een kunstenares, was zijn kleindochter.
Ledeganck overleed in 1847 aan tuberculose.
In Gent is de Karel Lodewijk Ledeganckstraat naar hem vernoemd. Op wandelafstand van het Station Gent-Sint-Pieters ligt in deze straat een gedeelte van de faculteit Wetenschappen van de Universiteit Gent, de plantentuin van de universiteit en het departement lerarenopleiding van de Hogeschool Gent.
In Antwerpen is de Ledeganckkaai op het Antwerpse Zuid naar hem genoemd en in Borgerhout een straat.
In Eeklo staat het standbeeld van Karel Lodewijk Ledeganck op het naar hem genoemde plein. In de Sint-Christoffelstraat in Gent is een gedenksteen te zien boven de ramen van het gelijkvloers.

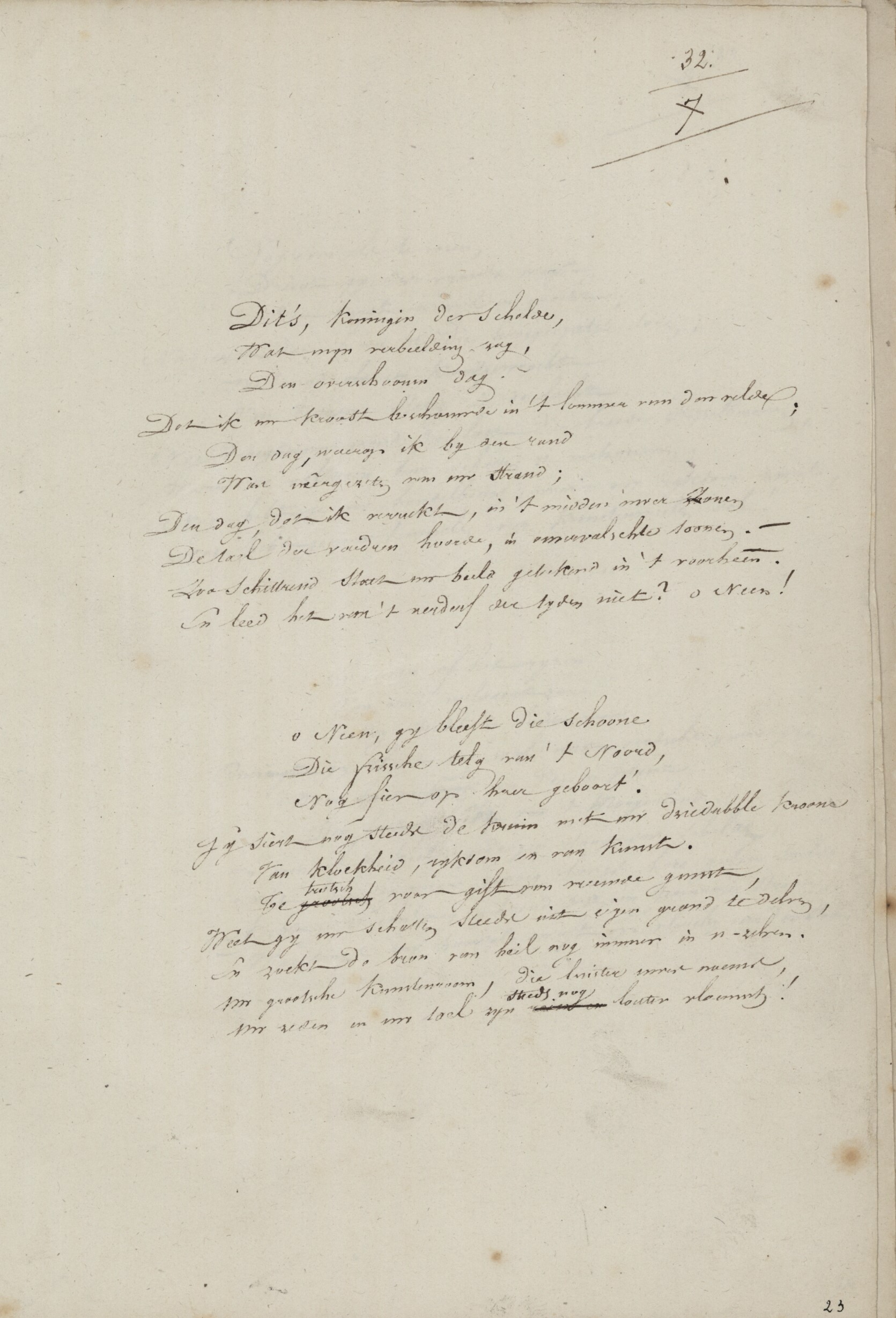
Fragment uit het manuscript "De drie zustersteden : vaderlandsche trilogie". Geschreven door Karel Lodewijk Ledeganck, 1846.

Ook in Hasselt is er een straat naar Ledeganck genoemd, zijnde de Ledegancklaan in de Banneuxwijk.